# Steaua de Bucarest en competiciones de la UEFA
El Steaua de Bucarest es el club de fútbol de Rumania con más participaciones en torneos de fútbol organizados por la UEFA, en donde su primera participación se dio en la Copa de Campeones de Europa 1957-58, en la que fueron eliminados en la primera ronda.
Desde entonces es raro que no clasifique a los torneos continentales, en los que incluye un título de la UEFA Champions League en la temporada 1985/86, en la que fueron el primer equipo de Rumania en ganar un torneo continental tras vencer al FC Barcelona de España, así como la Supercopa de Europa al vencer al Dinamo Kiev de la Unión Soviética.

## Participaciones

### Liga de Campeones de la UEFA
| Temporada | Ronda             | Club                   | Casa  | Visita | Neutral     | Global      |
| --------- | ----------------- | ---------------------- | ----- | ------ | ----------- | ----------- |
| 1957–58   | 1                 | Borussia Dortmund      | 3–1   | 2–4    | 1–3 1       | 6–8         |
| 1960–61   | Preliminar        | Spartak Hradec Králové | WO 2  | WO 2   | N/A         | WO 2        |
| 1961–62   | Preliminar        | Austria Wien           | 0–0   | 0–2    | N/A         | 0–2         |
| 1968–69   | 1                 | Spartak Trnava         | 3–1   | 0–4    | N/A         | 3–5         |
| 1976–77   | 1                 | Club Brugge            | 1–1   | 1–2    | N/A         | 2–3         |
| 1978–79   | Preliminar        | Monaco                 | 2–0   | 0–3    | N/A         | 2–3         |
| 1985–86   | 1                 | Vejle Boldklub         | 4–1   | 1–1    | N/A         | 5–2         |
| 1985–86   | 2                 | Budapest Honvéd        | 4–1   | 0–1    | N/A         | 4–2         |
| 1985–86   | Cuartos de final  | Kuusysi                | 0–0   | 1–0    | N/A         | 1–0         |
| 1985–86   | Semifinales       | Anderlecht             | 3–0   | 0–1    | N/A         | 3–1         |
| 1985–86   | Final             | Barcelona              | N/A   | N/A    | 0–0 (2–0 p) | N/A         |
| 1986–87   | 1                 | BYE                    | N/A   | N/A    | N/A         | N/A         |
| 1986–87   | 2                 | Anderlecht             | 1–0   | 0–3    | N/A         | 1–3         |
| 1987–88   | 1                 | MTK Budapest           | 4–0   | 0–2    | N/A         | 4–2         |
| 1987–88   | 2                 | Omonia                 | 3–1   | 2–0    | N/A         | 5–1         |
| 1987–88   | Cuartos de final  | Rangers                | 2–0   | 1–2    | N/A         | 3–2         |
| 1987–88   | Semifinales       | Benfica                | 0–0   | 0–2    | N/A         | 0–2         |
| 1988–89   | 1                 | Sparta Prague          | 2–2   | 5–1    | N/A         | 7–3         |
| 1988–89   | 2                 | Spartak Moscow         | 3–0   | 2–1    | N/A         | 5–1         |
| 1988–89   | Cuartos de final  | Göteborg               | 5–1   | 0–1    | N/A         | 5–2         |
| 1988–89   | Semifinales       | Galatasaray            | 4–0   | 1–1    | N/A         | 5–1         |
| 1988–89   | Final             | Milan                  | N/A   | N/A    | 0–4         | N/A         |
| 1989–90   | 1                 | Fram Reykjavík         | 4–0   | 1–0    | N/A         | 5–0         |
| 1989–90   | 2                 | PSV Eindhoven          | 1–0   | 1–5    | N/A         | 2–5         |
| 1993–94   | 1                 | Dinamo Zagreb          | 1–2   | 3–2    | N/A         | 4–4 (a)     |
| 1993–94   | 2                 | Monaco                 | 1–0   | 1–4    | N/A         | 2–4         |
| 1994–95   | Clasificatoria    | Servette               | 4–1   | 1–1    | N/A         | 5–2         |
| 1994–95   | Grupo C           | Anderlecht             | 1–1   | 0–0    | N/A         | 3º Lugar    |
| 1994–95   | Grupo C           | Hajduk Split           | 0–1   | 4–1    | N/A         | 3º Lugar    |
| 1994–95   | Grupo C           | Benfica                | 1–1   | 1–2    | N/A         | 3º Lugar    |
| 1995–96   | Clasificatoria    | Red Bull Salzburg      | 1–0   | 0–0    | N/A         | 1–0         |
| 1995–96   | Grupo C           | Rangers                | 1–1   | 1–0    | N/A         | 3º Lugar    |
| 1995–96   | Grupo C           | Juventus               | 0–0   | 0–3    | N/A         | 3º Lugar    |
| 1995–96   | Grupo C           | Borussia Dortmund      | 0–0   | 0–1    | N/A         | 3º Lugar    |
| 1996–97   | Clasificatoria    | Club Brugge            | 3–0   | 2–2    | N/A         | 5–2         |
| 1996–97   | Grupo B           | Atlético Madrid        | 1–1   | 0–4    | N/A         | 4º Lugar    |
| 1996–97   | Grupo B           | Borussia Dortmund      | 0–3   | 3–5    | N/A         | 4º Lugar    |
| 1996–97   | Grupo B           | Widzew Łódź            | 1–0   | 0–2    | N/A         | 4º Lugar    |
| 1997–98   | 1ª Clasificatoria | CSKA Sofia             | 3–3   | 2–0    | N/A         | 5–3         |
| 1997–98   | 2ª Clasificatoria | PSG                    | 3–0 3 | 0–5    | N/A         | 3–5         |
| 1998–99   | 1ª Clasificatoria | Flora Tallinn          | 4–1   | 1–3    | N/A         | 5–4         |
| 1998–99   | 2ª Clasificatoria | Panathinaikos          | 2–2   | 3–6    | N/A         | 5–8         |
| 2001–02   | 2ª Clasificatoria | Sloga Jugomagnat       | 3–0   | 2–1    | N/A         | 5–1         |
| 2001–02   | 3ª Clasificatoria | Dynamo Kiev            | 2–4   | 1–1    | N/A         | 3–5         |
| 2005–06   | 2ª Clasificatoria | Shelbourne             | 4–1   | 0–0    | N/A         | 4–1         |
| 2005–06   | 3ª Clasificatoria | Rosenborg              | 1–1   | 2–3    | N/A         | 3–4         |
| 2006–07   | 2ª Clasificatoria | Gorica                 | 3–0   | 2–0    | N/A         | 5–0         |
| 2006–07   | 3ª Clasificatoria | Standard Lieja         | 2–1   | 2–2    | N/A         | 4–3         |
| 2006–07   | Grupo E           | Dynamo Kiev            | 1–1   | 4–1    | N/A         | 3º Lugar    |
| 2006–07   | Grupo E           | Lyon                   | 0–3   | 1–1    | N/A         | 3º Lugar    |
| 2006–07   | Grupo E           | Real Madrid            | 1–4   | 0–1    | N/A         | 3º Lugar    |
| 2007–08   | 2ª Clasificatoria | Zagłębie Lubin         | 2–1   | 1–0    | N/A         | 3–1         |
| 2007–08   | 3ª Clasificatoria | BATE Borisov           | 2–0   | 2–2    | N/A         | 4–2         |
| 2007–08   | Grupo H           | Slavia Prague          | 1–1   | 1–2    | N/A         | 4º Lugar    |
| 2007–08   | Grupo H           | Arsenal                | 0–1   | 1–2    | N/A         | 4º Lugar    |
| 2007–08   | Grupo H           | Sevilla                | 0–2   | 1–2    | N/A         | 4º Lugar    |
| 2008–09   | 3ª Clasificatoria | Galatasaray            | 1–0   | 2–2    | N/A         | 3–2         |
| 2008–09   | Grupo F           | Bayern Munich          | 0–1   | 0–3    | N/A         | 4º Lugar    |
| 2008–09   | Grupo F           | Fiorentina             | 0–1   | 0–0    | N/A         | 4º Lugar    |
| 2008–09   | Grupo F           | Lyon                   | 3–5   | 0–2    | N/A         | 4º Lugar    |
| 2013–14   | 2ª Clasificatoria | Vardar Skopje          | 3–0   | 2–1    | N/A         | 5–1         |
| 2013–14   | 3ª Clasificatoria | Dinamo Tbilisi         | 1–1   | 2–0    | N/A         | 3–1         |
| 2013–14   | Play-off          | Legia Warsaw           | 1–1   | 2–2    | N/A         | 3–3 (a)     |
| 2013–14   | Grupo E           | Schalke 04             | 0–0   | 0–3    | N/A         | 4º Lugar    |
| 2013–14   | Grupo E           | Chelsea                | 0–4   | 0–1    | N/A         | 4º Lugar    |
| 2013–14   | Grupo E           | Basel                  | 1–1   | 1–1    | N/A         | 4º Lugar    |
| 2014–15   | 2ª Clasificatoria | Strømsgodset           | 2–0   | 1–0    | N/A         | 3–0         |
| 2014–15   | 3ª Clasificatoria | Aktobe                 | 2–1   | 2–2    | N/A         | 4–3         |
| 2014–15   | Play-off          | Ludogorets Razgrad     | 1–0   | 0–1    | N/A         | 1–1 (5–6 p) |
| 2015–16   | 2ª Clasificatoria | Trenčín                | 2–3   | 2–0    | N/A         | 4–3         |
| 2015–16   | 3ª Clasificatoria | Partizan               | 1–1   | 2–4    | N/A         | 3–5         |
| 2016-17   | 3ª Clasificatoria | Sparta Praga           | 2–0   | 1–1    | N/A         | 3–1         |
| 2016-17   | Play-off          | Manchester City        | 0–5   | 0–1    | N/A         | 0–6         |
| 2017-18   | 3ª Clasificatoria | Viktoria Pilsen        | 2–2   | 4–1    | N/A         | 6–3         |
| 2017-18   | Play-off          | Sporting de Lisboa     | 1–5   | 0–0    | N/A         | 1–5         |

1: En esos años no existía la regla del gol de visitante, por lo que se jugaba un play–off en sede neutral (en este caso Bologna, Italia), con victoria de 3–1 para el Borussia.

2: Luego de la derrota de Rumania ante Checoslovaquia en los cuartos de final de la Eurocopa de 1960 (0:2 en Bucarest y 0:3 en Bratislava), las autoridades comunistas de Rumania decidieron que todos los equipos de Rumania abandonaran las competiciones internacionales por el riesgo de recibir otra humillación. A consecuencia de ello, Rumania no participó en la eliminatoria mundialista rumbo a Chile 1962 cuando iban a enfrentar a Italia.

3: El partido terminó 3–2, pero el PSG alineó a un jugador suspendido (Laurent Fournier), por lo que la UEFA acreditó la victoria 3–0 a favor del Steaua.

### Liga Europa de la UEFA
| Temporada | Ronda             | Club                  | Casa       | Visita | Global         |
| --------- | ----------------- | --------------------- | ---------- | ------ | -------------- |
| 1977–78   | 1                 | Barcelona             | 1–3        | 1–5    | 2–8            |
| 1980–81   | 1                 | Standard Lieja        | 1–2        | 1–1    | 2–3            |
| 1991–92   | 1                 | Anorthosis Famagusta  | 2–2 (pró.) | 2–1    | 4–3            |
| 1991–92   | 2                 | Sporting de Gijón     | 1–0        | 2–2    | 3–2            |
| 1991–92   | 3                 | Genoa                 | 0–1        | 0–1    | 0–2            |
| 1997–98   | 1                 | Fenerbahçe            | 0–0        | 2–1    | 2–1            |
| 1997–98   | 2                 | Bastia                | 1–0        | 2–3    | 3–3 (pró.)     |
| 1997–98   | 3                 | Aston Villa           | 2–1        | 0–2    | 2–3            |
| 1998–99   | 1                 | Valencia              | 3–4        | 0–3    | 3–7            |
| 1999–00   | Clasificatoria    | Levadia Tallinn       | 3–0        | 4–1    | 7–1            |
| 1999–00   | 1                 | LASK Linz             | 2–0        | 3–2    | 5–2            |
| 1999–00   | 2                 | West Ham United       | 2–0        | 0–0    | 2–0            |
| 1999–00   | 3                 | Slavia Praga          | 1–1        | 1–4    | 2–5            |
| 2001–02   | 1                 | St. Gallen            | 1–1        | 1–2    | 2–3            |
| 2003–04   | Clasificatoria    | Neman Grodno          | 0–0        | 1–1    | (v.) 1–1       |
| 2003–04   | 1                 | Southampton           | 1–0        | 1–1    | 2–1            |
| 2003–04   | 2                 | Liverpool             | 1–1        | 0–1    | 1–2            |
| 2004–05   | 2ª Clasificatoria | Železnik              | 1–2        | 4–2    | 5–4            |
| 2004–05   | 1                 | CSKA Sofia            | 2–1        | 2–2    | 4–3            |
| 2004–05   | Grupo B           | Standard Lieja        | 2–0        | N/A    | 2º Lugar       |
| 2004–05   | Grupo B           | Parma                 | N/A        | 0–1    | 2º Lugar       |
| 2004–05   | Grupo B           | Beşiktaş              | 2–1        | N/A    | 2º Lugar       |
| 2004–05   | Grupo B           | Athletic Club         | N/A        | 0–1    | 2º Lugar       |
| 2004–05   | 1/32              | Valencia              | 2–0        | 0–2    | (4–3 p.) 2–2   |
| 2004–05   | 1/16              | Villarreal            | 0–0        | 0–2    | 0–2            |
| 2005–06   | 1                 | Vålerenga             | 3–1        | 3–0    | 6–1            |
| 2005–06   | Grupo C           | Racing Lens           | 4–0        | N/A    | 1º Lugar       |
| 2005–06   | Grupo C           | Sampdoria             | N/A        | 0–0    | 1º Lugar       |
| 2005–06   | Grupo C           | Halmstads             | 3–0        | N/A    | 1º Lugar       |
| 2005–06   | Grupo C           | Hertha Berlín         | N/A        | 0–0    | 1º Lugar       |
| 2005–06   | 1/32              | Heerenveen            | 0–1        | 3–1    | 3–2            |
| 2005–06   | 1/16              | Real Betis            | 0–0        | 3–0    | 3–0            |
| 2005–06   | Cuartos de final  | Rapid București       | 0–0        | 1–1    | v.]]) 1–1      |
| 2005–06   | Semifinales       | Middlesbrough         | 1–0        | 2–4    | 3–4            |
| 2006–07   | 1/32              | Sevilla               | 0–2        | 0–1    | 0–3            |
| 2009–10   | 2ª Clasificatoria | Újpest                | 2–0        | 2–1    | 4–1            |
| 2009–10   | 3ª Clasificatoria | Motherwell            | 3–0        | 3–1    | 6–1            |
| 2009–10   | Play-Off          | St Patrick's Athletic | 3–0        | 2–1    | 5–1            |
| 2009–10   | Grupo H           | Sheriff Tiraspol      | 0–0        | 1–1    | 4º Lugar       |
| 2009–10   | Grupo H           | Twente                | 1–1        | 0–0    | 4º Lugar       |
| 2009–10   | Grupo H           | Fenerbahçe            | 0–1        | 1–3    | 4º Lugar       |
| 2010–11   | Play-Off          | Grasshopper           | 1–0        | 0–1    | (4-3 p.) 1–1   |
| 2010–11   | Grupo K           | Liverpool             | 1–1        | 1–4    | 3º Lugar       |
| 2010–11   | Grupo K           | Napoli                | 3–3        | 0–1    | 3º Lugar       |
| 2010–11   | Grupo K           | Utrecht               | 3–1        | 1–1    | 3º Lugar       |
| 2011–12   | Play-Off          | CSKA Sofia            | 2–0        | 1–1    | 3–1            |
| 2011–12   | Grupo J           | Schalke 04            | 0–0        | 1–2    | 2º Lugar       |
| 2011–12   | Grupo J           | AEK Larnaca           | 3–1        | 1–1    | 2º Lugar       |
| 2011–12   | Grupo J           | Maccabi Haifa         | 4–2        | 0–5    | 2º Lugar       |
| 2011–12   | 1/32              | Twente                | 0–1        | 0–1    | 0–2            |
| 2012–13   | 3ª Clasificatoria | Spartak Trnava        | 0–1        | 3–0    | 3–1            |
| 2012–13   | Play-Off          | Ekranas               | 3–0        | 2–0    | 5–0            |
| 2012–13   | Grupo E           | VfB Stuttgart         | 1–5        | 2–2    | 1º Lugar       |
| 2012–13   | Grupo E           | Copenhague            | 1–0        | 1–1    | 1º Lugar       |
| 2012–13   | Grupo E           | Molde                 | 2–0        | 2–1    | 1º Lugar       |
| 2012–13   | 1/32              | Ajax Ámsterdam        | 2–0        | 0–2    | (4-2 p.) 2–2   |
| 2012–13   | 1/16              | Chelsea               | 1–0        | 1–3    | 2–3            |
| 2014–15   | Grupo J           | AaB                   | 6–0        | 0–1    | 3º Lugar       |
| 2014–15   | Grupo J           | Dinamo de Kiev        | 0–2        | 1–3    | 3º Lugar       |
| 2014–15   | Grupo J           | Rio Ave               | 2–1        | 2–2    | 3º Lugar       |
| 2015–16   | Play-Off          | Rosenborg             | 0–3        | 1–0    | 1–3            |
| 2016–17   | Grupo L           | Osmanlıspor           | 2–1        | 0–2    | 4º Lugar       |
| 2016–17   | Grupo L           | Villarreal            | 1–1        | 1–2    | 4º Lugar       |
| 2016–17   | Grupo L           | Zürich                | 1–1        | 0–0    | 4º Lugar       |
| 2017–18   | Grupo G           | Viktoria Plzeň        | 3–0        | 0–2    | 2º Lugar       |
| 2017–18   | Grupo G           | Lugano                | 1–2        | 2–1    | 2º Lugar       |
| 2017–18   | Grupo G           | Hapoel Be'er Sheva    | 1–1        | 2–1    | 2º Lugar       |
| 2017–18   | 1/16              | Lazio                 | 1–0        | 1–5    | 2–5            |
| 2018-19   | 2ª Clasificatoria | Rudar Velenje         | 4–0        | 2–0    | 6–0            |
| 2018-19   | 3ª Clasificatoria | Hajduk Split          | 2–1        | 0–0    | 2–1            |
| 2018-19   | Play-Off          | Rapid Viena           | 2–1        | 1–3    | 3–4            |
| 2019-20   | 1ª Clasificatoria | Milsami Orhei         | 2–0        | 2–1    | 4–1            |
| 2019-20   | 2ª Clasificatoria | Alashkert             | 2–3        | 3–0    | 5–3            |
| 2019-20   | 3ª Clasificatoria | Mladá Boleslav        | 0–0        | 1–0    | 1–0            |
| 2019-20   | Play-Off          | Vitória de Guimarães  | 0–0        | 0–1    | 0–1            |
| 2020-21   | 1ª Clasificatoria | Shirak                | 3–0        | –      | 3–0            |
| 2020-21   | 2ª Clasificatoria | TSC                   | –          | 6–6    | 6–6 (5:4 pen.) |
| 2020-21   | 3ª Clasificatoria | Slovan Liberec        | 0–2        | –      | 0–2            |

### Liga Europa Conferencia de la UEFA
| Temporada | Ronda             | Club               | Casa | Visita | Global         |
| --------- | ----------------- | ------------------ | ---- | ------ | -------------- |
| 2021–22   | 2ª Clasificatoria | Shakhter Karagandá | 1–0  | 1–2    | 2–2 (3:5 pen.) |
| 2022–23   | 2ª Clasificatoria | FC Iberia          | 4-2  | 0-1    | 4-3            |
| 2022–23   | 3ª Clasificatoria | DAC                | 1-0  | 1-0    | 2-0            |
| 2022–23   | Play-off          | Viking Stavanger   | 1-2  | 3-1    | 4-3            |
| 2022–23   | Grupo B           | West Ham           | 0-3  | 1-3    |                |
| 2022–23   | Grupo B           | Anderlecht         | 0-0  | 2-2    |                |
| 2022–23   | Grupo B           | Silkeborg IF       | 0-5  | 0-5    |                |
| 2023-24   | 2ª Clasificatoria | CSKA 1948          | 3-2  | 1-0    | 4-2            |
| 2023-24   | 3ª Clasificatoria | Nordsjaelland      | 0-0  | 0-2    | 0-2            |

### Recopa de Europa de la UEFA
| Temporada | Ronda            | Club               | Casa | Visita | Global   |
| --------- | ---------------- | ------------------ | ---- | ------ | -------- |
| 1962–63   | Preliminar       | Botev Plovdiv      | 3–2  | 1–5    | 4–7      |
| 1964–65   | 1                | Derry City         | 3–0  | 2–0    | 5–0      |
| 1964–65   | 2                | Dinamo Zagreb      | 1–3  | 0–2    | 1–5      |
| 1966–67   | 1                | Racing Estrasburgo | 1–1  | 0–1    | 1–2      |
| 1967–68   | 1                | Austria Viena      | 2–1  | 2–0    | 4–1      |
| 1967–68   | 2                | Valencia           | 1–0  | 0–3    | 1–3      |
| 1969–70   | 1                | Rangers            | 0–0  | 0–2    | 0–2      |
| 1970–71   | 1                | Karpaty Lviv       | 3–3  | 1–0    | 4–3      |
| 1970–71   | 2                | PSV Eindhoven      | 0–3  | 0–4    | 0–7      |
| 1971–72   | 1                | Hibernians         | 1–0  | 0–0    | 1–0      |
| 1971–72   | 2                | Barcelona          | 2–1  | 1–0    | 3–1      |
| 1971–72   | Cuartos de final | Bayern Múnich      | 1–1  | 0–0    | 1–1 (v.) |
| 1979–80   | 1                | Young Boys         | 6–0  | 2–2    | 8–2      |
| 1979–80   | 2                | Nantes             | 1–2  | 2–3    | 3–5      |
| 1984–85   | 1                | Roma               | 0–0  | 0–1    | 0–1      |
| 1990–91   | 1                | Glentoran          | 5–0  | 1–1    | 6–1      |
| 1990–91   | 2                | Montpellier        | 0–3  | 0–5    | 0–8      |
| 1992–93   | 1                | Bohemian           | 4–0  | 0–0    | 4–0      |
| 1992–93   | 2                | AGF Aarhus         | 2–1  | 2–3    | (v.) 4–4 |
| 1992–93   | Cuartos de final | Royal Antwerp      | 1–1  | 0–0    | 1–1 (v.) |

### Supercopa de Europa
| Temporada | Ronda   | Club           | Neutral |
| --------- | ------- | -------------- | ------- |
| 1986      | Campeón | Dinamo de Kiev | 1–0     |

### Copa Intercontinental
| Temporada | Ronda      | Club        | Neutral |
| --------- | ---------- | ----------- | ------- |
| 1986      | Subcampeón | River Plate | 0–1     |

### Por competición
Nota: En negrita competiciones activas.
| Competición                                   | Temp. | PJ  | PG  | PE | PP  | GF  | GC  | Dif. | Puntos | Títulos | Subtítulos |
| --------------------------------------------- | ----- | --- | --- | -- | --- | --- | --- | ---- | ------ | ------- | ---------- |
| Copa de Europa / Liga de Campeones de la UEFA | 26    | 145 | 52  | 41 | 52  | 203 | 204 | -1   | 197    | 1       | 1          |
| Copa de la UEFA / Liga Europea de la UEFA     | 22    | 145 | 59  | 39 | 47  | 200 | 171 | +29  | 216    | –       | –          |
| Liga Europa Conferencia de la UEFA            | 1     | 2   | 1   | 0  | 1   | 2   | 2   | 0    | 3      | –       | –          |
| Supercopa de la UEFA                          | 1     | 1   | 1   | 0  | 0   | 1   | 0   | +1   | 3      | 1       | –          |
| Copa Intercontinental                         | 1     | 1   | 0   | 0  | 1   | 0   | 1   | -1   | 0      | –       | 1          |
| Recopa de Europa de la UEFA                   | 11    | 40  | 14  | 12 | 14  | 51  | 54  | -3   | 54     | –       | –          |
| Total                                         | 62    | 334 | 127 | 92 | 115 | 457 | 432 | +25  | 473    | 2       | 2          |
| Actualizado a la Temporada 2021-22.           |       |     |     |    |     |     |     |      |        |         |            |

Fuente: uefa.com